# Motorola DynaTAC

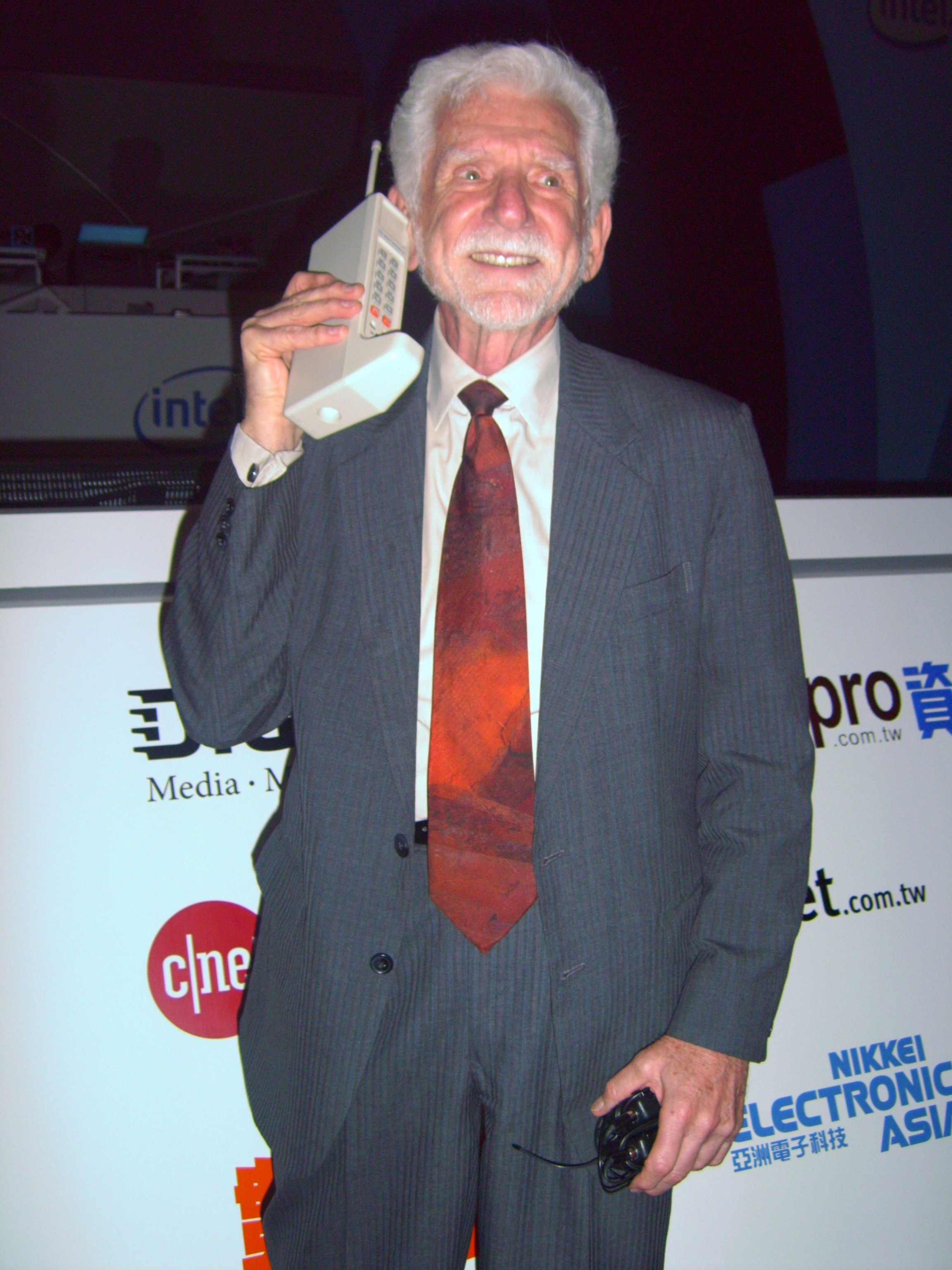
Творець DynaTAC 8000X доктор Мартін Купер здійснив перший приватний стільниковий дзвінок у 1973 році за допомогою дещо більшого прототипу.

DynaTAC 8000X — перший комерційний стільниковий телефон; розроблений американською компанією Motorola та випущений у 1983 році. DynaTAC є скороченням від Dynamic Adaptive Total Area Coverage («динамічне адаптивне повне покриття»).
Апарат мав вагу близька 800 грамів та розміри 33x4,5x8,9 см (висота без врахування гнучкої антени — 25 см). У час виходу на ринок телефон коштував 3995 доларів США і заряду його акумулятора вистачало на годину розмови. Тим не менше, за один рік (у 1984) кількість власників цього телефону перевищила 300 тис.

## Список моделей
- 1983 DynaTAC 8000x
- 1985 DynaTAC 8000s
- 1987 DynaTAC 8000m, 8500x, 8800x
- 1987 DynaTAC 6000XL (car phone)
- 1989 DynaTAC 8900x
- 1992 America series
- 1994 International 3200/3300 (GSM)
- 1994 Ultra Classic/II